# Col farratgera

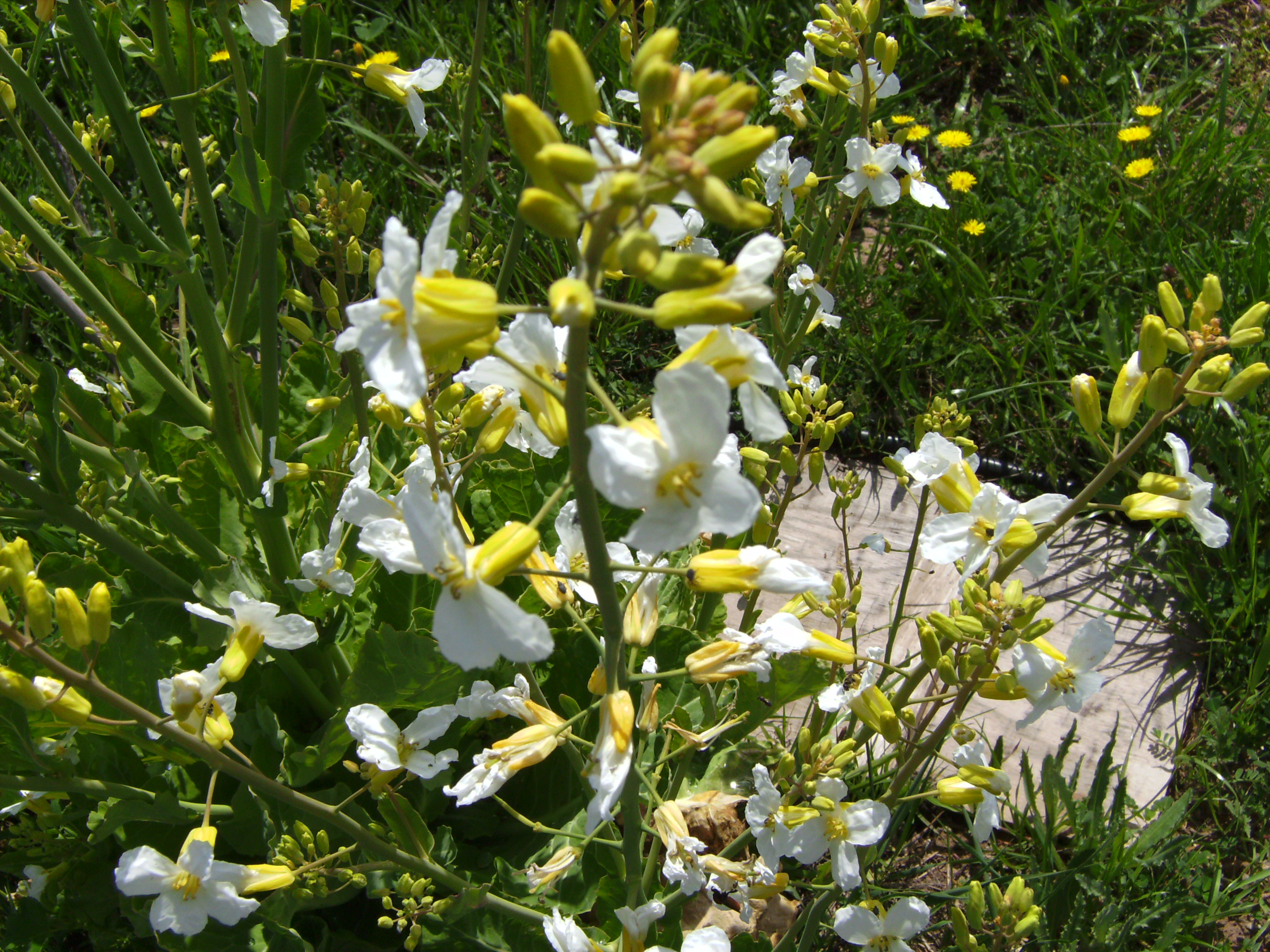
Un cultivar asturià de col farratgera florida

La col farratgera (Brassica oleracea var. acephala) pertany a un grup de cultivars de cols (espècie Brassica oleracea) que no fan cabdell (grup ''acephala''). Són plantes de grans dimensions que es cultiven per les seves fulles i principalment per alimentar el bestiar (principalment els porcs) encara que també es fan servir per alimentació humana principalment per a fer brous a Galícia, (caldo galego) Astúries, Portugal i Brasil.

## Com a farratgera
Com la resta de les plantes del gènere Brassica té una digestibilitat pels animals del 85%. L'energia proporcionada és de 12 a 14 MJ/kg de matèria seca i un 10 a 22% de proteïna.
Se sembra a la tardor o primavera emprant de 3 a 6 kg de llavor per hectàrea. El marc de plantació és de 66 a 100 cm entre línies i 35 entre les plantes de la mateixa línia. El rendiment esperable és de 3 tones de matèria seca per ha. Necessita terrenys calcaris i els principals problemes són les males herbes quan les plantes són joves i el pugó
Com les altres cols són una font important de vitamina C (260 mg per kg) Tenen propietats anticanceroses.
El consum excessiu de col farratgera pot ser tòxic per al bestiar i produir hemolisi

## Gastronomia
A Amèrica del Nord es fan servir molt a la cuina del sud dels Estats Units (Collard greens) se serveixen com amanides amb fulles de nap, espinac o fulles de mostassa. També cuites o fermentades acomapanyades de carns salades o fumades amb ceba vinagre i pebre negre. És un menjar tradicional de cap d'any.
Al Brasil i Portugal aquesta mena de col acompanyen el peix i la carn i sobreto la feijoada, feta amb mongetes i porc 

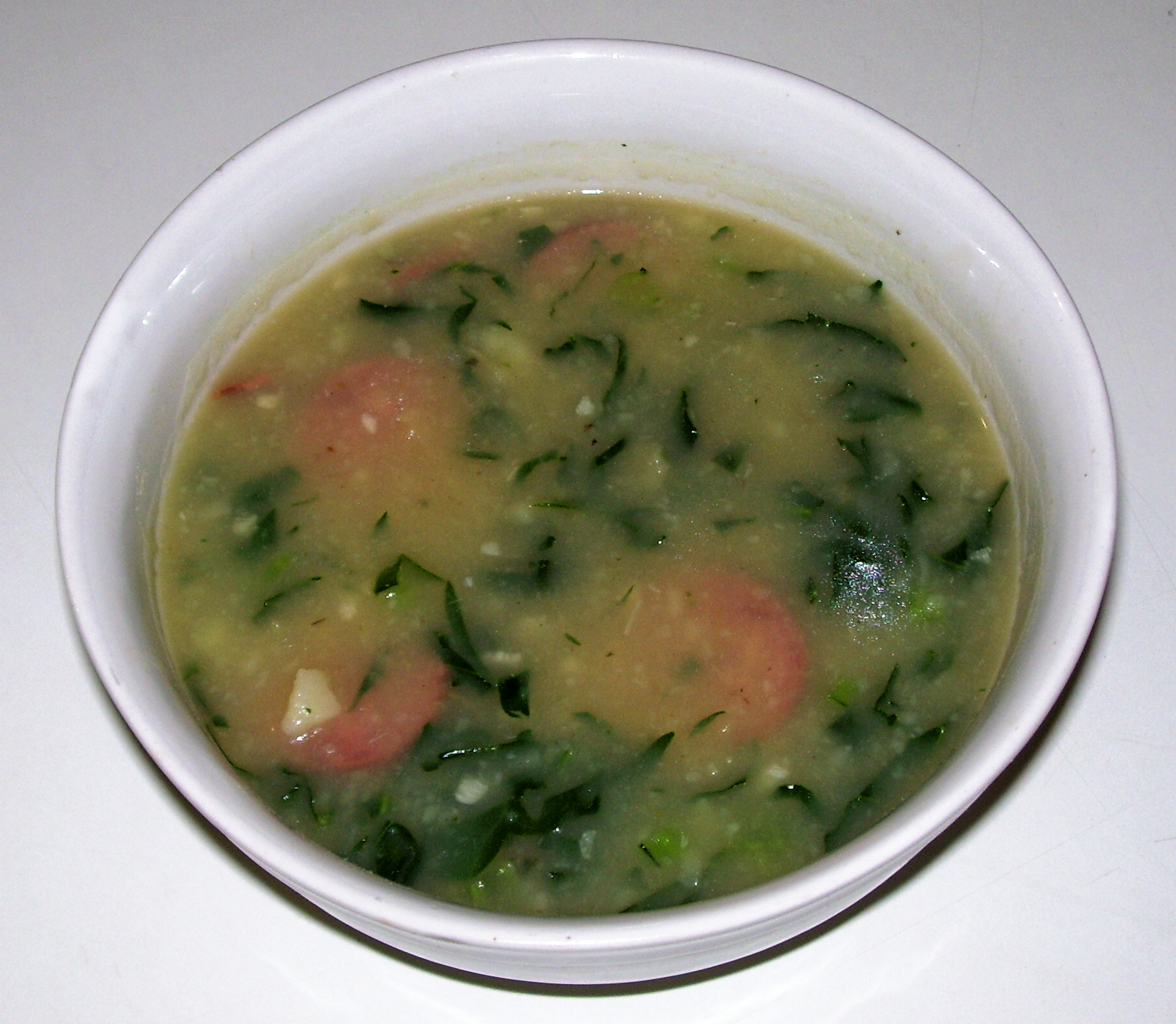
Caldo verde una sopa popular portuguesa amb col sense cabdell

. Les cols es tallen en bandes abans de cuinar-les.
Al Caixmir es mengen les fulles i les arrels que es couen de manera junta o separada. És popular una sopa de col amb arròs (haak rus). haak-e-aanchaar és un plat molt popular de col fermentada que es pren a l'hiver
A Egipte, es menja aquest tipus de col amb colocasia, o arrel de taro.